# 初等科音楽
初等科音楽（しょとうかおんがく）とは、日本の文部省（現在の文部科学省）が1942年から1943年にかけて発行した、国民学校芸能科音楽の初等科3年生から6年生用国定教科書である。
小学校から国民学校へまた唱歌から音楽への移行にともなって編集された。1、2年生用の『ウタノホン』の続編である。

## 概要
一から四の全4冊である。編集委員は作曲関係に小松耕輔、松島つね、井上武士、橋本國彦、城多又兵衛、下総皖一、作詞関係に、林柳波、小林愛雄である。先に編集された『新訂尋常小学唱歌』からは大きな変更点があった。まず、明治以来あまり変更がなかった収録曲が一部の曲を除いて新作にかえられた。再録曲についても「春の小川」のように歌詞や曲が改変されたりした。それまでなかった合唱曲や輪唱曲も収録された。楽譜の拍子記号は一から四までの全てで分母の記号が省かれており、一のみ調号も省かれている。
| 前 ウタノホン | 文部省唱歌 | 次 高等科音楽 |